# Stuff Smith
Hezekiah Leroy Gordon Smith, noto semplicemente come Stuff Smith (Portsmouth, 14 agosto 1909 – Monaco di Baviera, 25 settembre 1967), è stato un violinista statunitense.

## Biografia
Nato in Ohio, ha iniziato a suonare negli anni '20 con la band di Alphonse Trent.
Dopo essersi spostato a New York, ha lavorato con il sestetto dello Onyx Club e anche con Coleman Hawkins, Charlie Parker, Dizzy Gillespie e in seguito Sun Ra.
Ha anche collaborato con Nat King Cole, Carmen McRae, Ella Fitzgerald e altri.
Deceduto in Germania all'età di 58 anni mentre lavorava in Europa, è sepolto in Danimarca.

## Curiosità
- Smith è uno degli artisti che compaiono nella fotografia A Great Day in Harlem.

## Discografia come leader
- Stuff Smith (Verve, 1957)
- Dizzy Gillespie and Stuff Smith (Verve, 1957)
- Have Violin, Will Swing (Verve, 1958)
- Sweet Swingin' Stuff (20th Century Fox, 1959)
- Cat on a Hot Fiddle (Verve, 1960)
- Herb Ellis & Stuff Smith Together! (Epic, 1963)
- Stuff and Steff with Stephane Grappelli (Barclay, 1966)
- Violin Summit with Stephane Grappelli, Svend Asmussen, Jean-Luc Ponty, (SABA, 1967)
- Black Violin (MPS, 1972)
- Violins No End with Stephane Grappelli (Pablo, 1984)
- The 1943 Trio (Circle, 1988)
- Live at the Montmartre (Storyville, 1988)
- Live in Paris (France's Concert, 1965/1988)
- Hot Violins with Svend Asmussen, Kenny Drew Trio, Poul Olsen  (Storyville, 1991)
- Stuff Smith – 1939-1944 compilation (Classics, 1999)
- Late Woman Blues with Henri Chaix Trio (Storyville, 2001)
- The Complete 1944 Rosenkrantz Apartment Transcription Duets (AB Fable, 2002)
- 1944-46: Studio, Broadcast, Concert & Apartment Performances (AB Fable, 2002)
- 1944 & 1945 Performances (AB Fable, 2004)
- Swingin' Stuff (Storyville, 2005)
- Five Fine Violins: Celebrating 100 Years (Storyville, 2010)
- 1937 (AB Fable, 2010)